# Leviäluoto
Leviäluoto är en klippa i Finland.   Den ligger i kommunen Fredrikshamn i den ekonomiska regionen  Kotka-Fredrikshamn  och landskapet Kymmenedalen, i den södra delen av landet, 140 km öster om huvudstaden Helsingfors.
Terrängen runt Leviäluoto är mycket platt.